# Rotaria citrina
Rotaria citrina ist eine Art aus der Gattung Rotaria aus dem Stamm der Rädertierchen.

## Beschreibung
Die Tiere werden 600–1100 µm groß und besitzen eine punktierte Cuticula, die durch grüne Körnchen gefärbt ist. Sie besitzen einen kurzen Dorsaltaster. Der Rumpf ist allmählich in den Fuß übergehend.

## Verbreitung
Die Art ist als Uferform in Teichen und Tümpeln verbreitet, sie lebt aber auch im Meer.